# Svipdag
Svipdag är en hjälte i nordisk mytologi. Han uppfattas på två olika vis:
- En av de tolv bärsärkarna hos kung Adils i Uppsala. Se Menglöd.
- En norsk kung. Se Hadding.

I Historia de omnibus Gothorum Sveonumque regibus omnämns en norsk kung vid namn Sibdagerus som sannolikt är samma person som Svipdag. Enligt Johannes Magnus var Sibdagerus kung nummer 20 i den regentlängd där Noas sonson Magog var den förste.

## Bilder

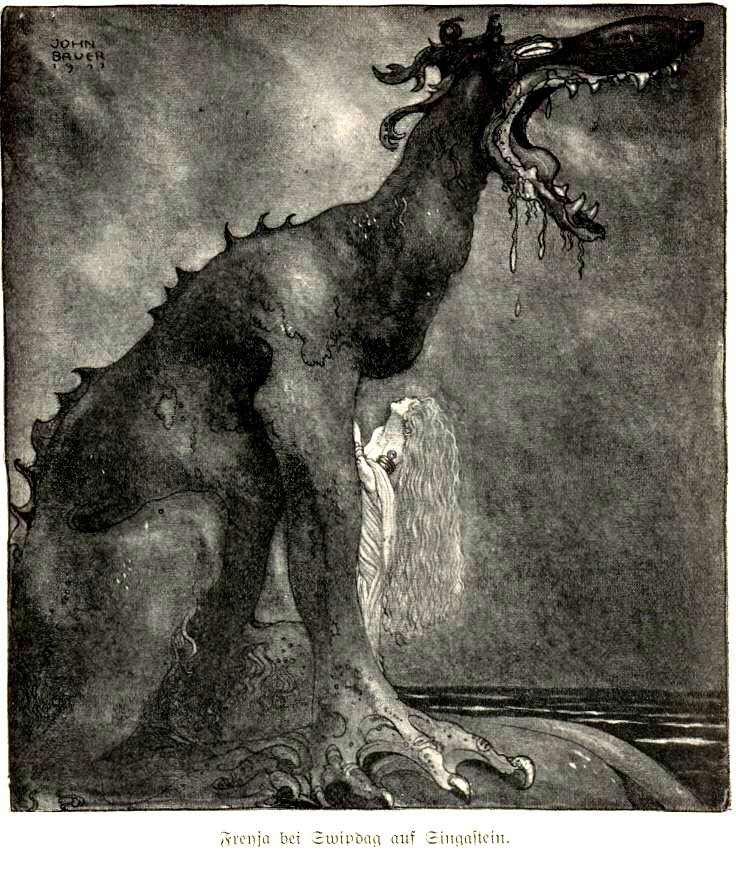
Svipdag förvandlad, illustration 1911 av John Bauer för Viktor Rydbergs Fädernas gudasaga.
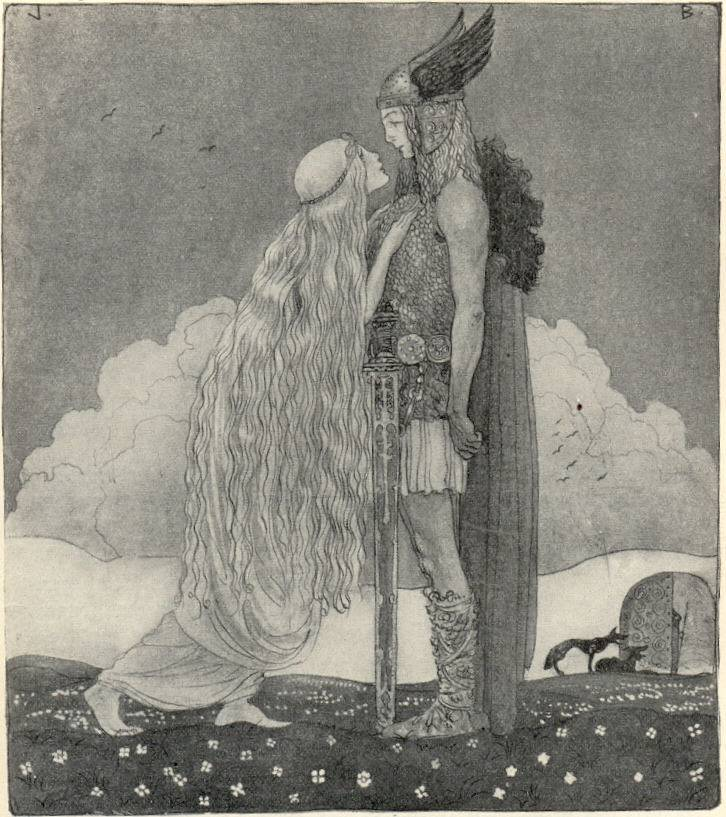
Freja och Svipdag av John Bauer.
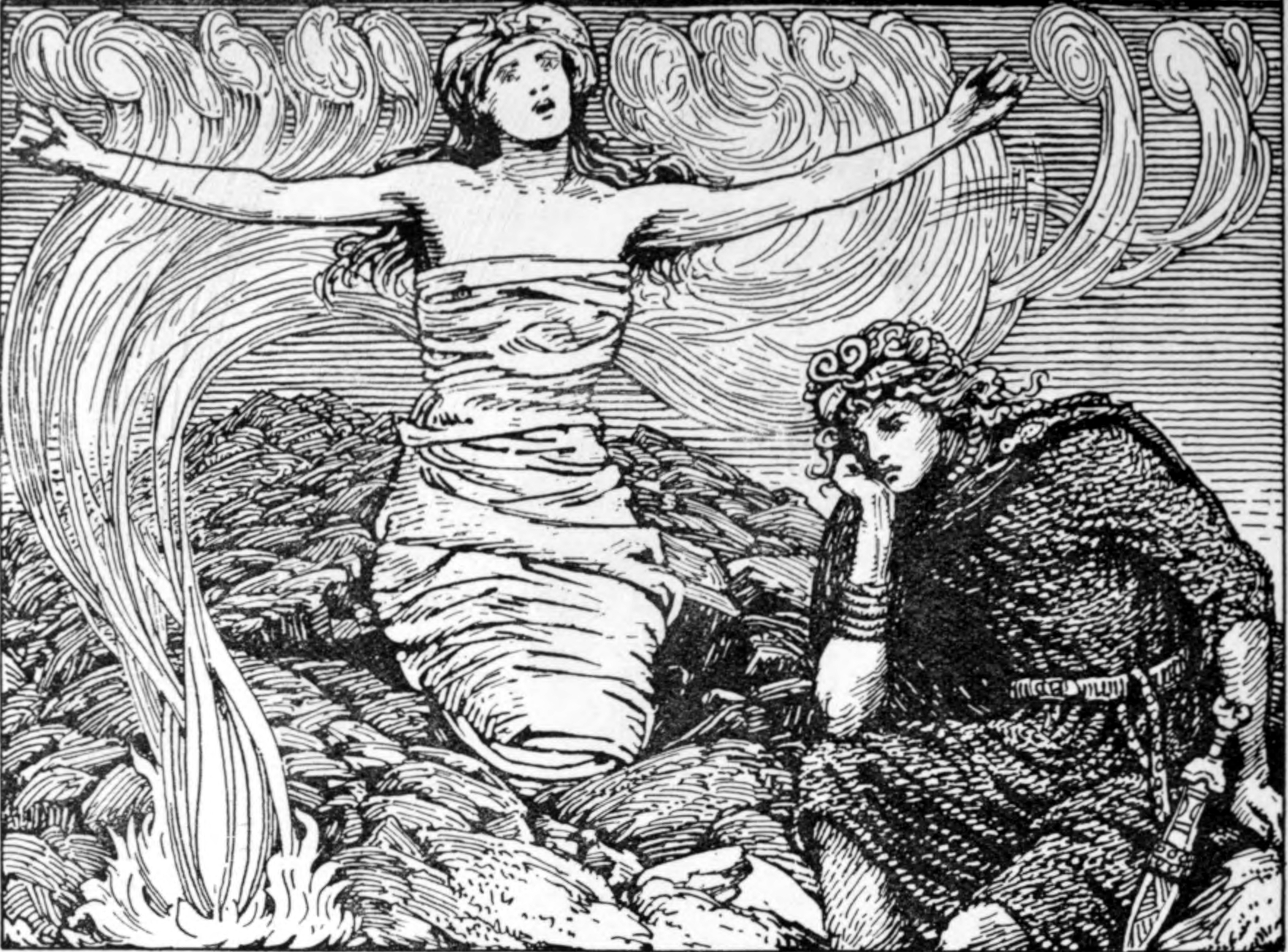
Uppväckt ur graven lär Groa genom att sjunga för Svipdag, nio förbannelser galder att användas till att vinna Menglöds hand.
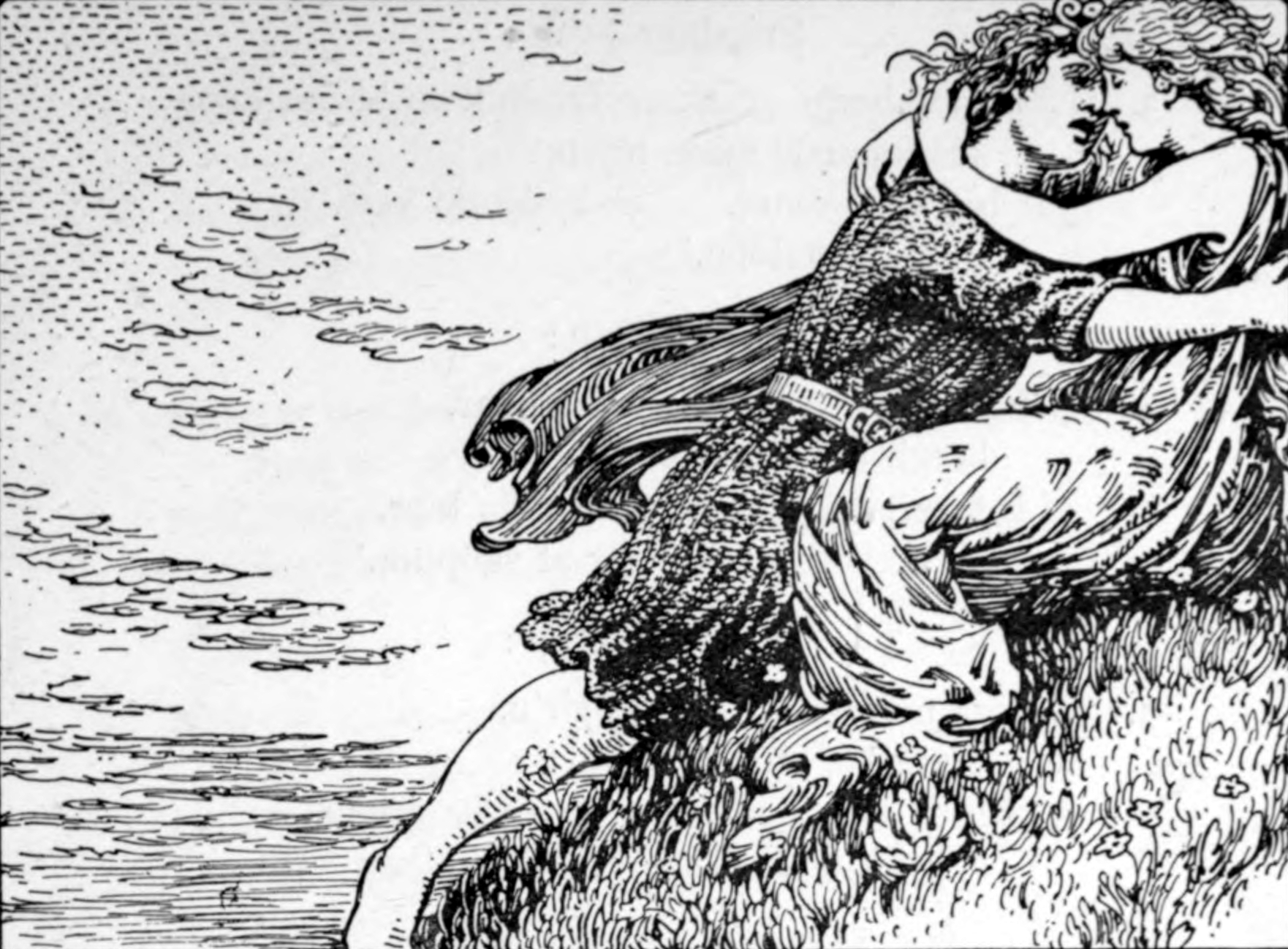
Svipdag och Menglöd.